# Jess Hahn
Pour les articles homonymes, voir Hahn.
À ne pas confondre avec le joueur de baseball Jesse Hahn.
Jess Hahn, né le 29 octobre 1921 à Terre Haute (Indiana, États-Unis) et mort le 29 juin 1998 à Saint-Malo (Ille-et-Vilaine, France) est un acteur américano-français.
Il a effectué l'essentiel de sa carrière en France et en Italie, en participant à 93 films entre 1952 et 1987, donnant la réplique à des partenaires prestigieux tels que Jean Paul Belmondo, Bourvil, Lino Ventura, Francis Blanche, Bernard Blier ou Jean Rochefort.

## Biographie
Jess Beryle Hahn, dont le père travaille dans une fonderie, est inscrit dans une école luthérienne, puis il achève ses études au Murray State College dans le Kentucky où il obtient un diplôme d'anglais et d'éducation physique. Pendant ses études, il apprendra aussi la langue française, langue dont l'usage lui sera utile, plus tard. Il s'illustre au cours de la Seconde Guerre mondiale en combattant dans l'armée américaine et en formant des nageurs de combat. Il participe au débarquement de Normandie. En 1949, il revient s'installer définitivement en France.
Au début des années 1950, il se produit dans divers cabarets parisiens en tant que musicien de jazz, notamment à Saint-Germain-des-Prés. Ne rencontrant pas beaucoup le succès, il décide de tenter sa chance comme comédien. Grand et robuste, il se spécialise dans les seconds rôles, en général de personnages américains, de gangster, militaire, homme de main. On le voit ainsi aux côtés de Jean-Paul Belmondo dans Cartouche (1962) et Les Tribulations d'un chinois en Chine (1964), ou de Lino Ventura dans Les Barbouzes de Georges Lautner. Dans des registres différents, il incarne un inspecteur inquiétant venu arrêter Joseph K (Anthony Perkins) dans Le Procès (1962) d'Orson Welles, et surtout il tient le rôle principal du film d'Éric Rohmer Le Signe du Lion (1962), celui d'un musicien perdu dans un Paris estival de déshérence et qui tombe dans la misère pour s'être cru trop tôt l'héritier d'une riche défunte. Il s'agit de son seul rôle principal chez un cinéaste majeur, il revient ensuite à des rôles secondaires qui jouent surtout de sa carrure.
Des spectateurs font parfois la confusion avec son ami Billy Kearns, l'acteur américain (1923-1992) qui a également fait toute sa carrière en France et avait en commun avec lui une silhouette robuste, une haute stature, un visage analogue et un accent prononcé. Ils jouent d'ailleurs ensemble les deux policiers venus arrêter le personnage de Joseph K. dans le Procès, un film tourné par Orson Welles en 1962.
Sa carrière s'essouffle peu à peu dans les années 1970. Il tient cependant un des rôles principaux — le marin Bonaventure Pencroff — dans le feuilleton L'Île mystérieuse, diffusé sur la première chaîne de l'ORTF, qui rencontre un grand succès d'audience et dont une version sortit en salle à l'époque. Jess Hahn deviendra alors très populaire chez les jeunes et dans un large public. Dans les années 1980, il tourne peu mais apparaît dans quelques films de série B.
Il se retire non loin de Dinard, à Pleurtuit, où il s'était installé dans une ferme au tout début des années 1970 — Jean Rochefort lui avait fait découvrir la côte d'Émeraude — et où il participe largement à la vie locale. Il s'y lie notamment d'amitié avec le peintre Geoffroy Dauvergne dans les années 1970. Sur le plan familial, il épouse Marcelline, d'origine mi-flamande, mi-auvergnate, médecin-radiologue à Paris.
Jess Hahn meurt à l'hôpital de Saint-Malo en 1998 à l'âge de 76 ans,. Ses cendres sont dispersées à la pointe du Décollé, à Saint-Lunaire et la route menant à son domicile sera nommée rue Jess-Hahn. Il aura tourné dans près d'une centaine de films en trente-cinq années de carrière.
Il est au cœur du récit Memory Lane (1981) de Patrick Modiano, illustré par Pierre Le-Tan.

## Théâtre
- 1954 : L’Amour des quatre colonels de Peter Ustinov, adaptation Marc-Gilbert Sauvajon, mise en scène Jean-Pierre Grenier, Théâtre Fontaine
- 1957 : La Prétentaine de Jacques Deval, mise en scène Robert Manuel, Théâtre des Ambassadeurs
- 1959 : Le Vélo devant la porte adaptation Marc-Gilbert Sauvajon d'après Desperate Hours de Joseph Hayes, mise en scène Jean-Pierre Grenier, Théâtre Marigny
- 1960 : Impasse de la fidélité d'Alexandre Breffort, mise en scène Jean-Pierre Grenier, Théâtre des Ambassadeurs
- 1963 : Laure et les Jacques de Gabriel Arout, mise en scène Jean Piat, Théâtre Saint-Georges
- 1964 : Comment va le monde, Môssieu ? Il tourne, Môssieu de François Billetdoux, mise en scène de l'auteur, Théâtre de l'Ambigu
- 1968 : Drôle de couple de Neil Simon, adaptation Albert Husson, Tournées Charles Baret
- 1969 : La Fille de Stockholm d'Alfonso Leto, mise en scène Pierre Franck, Théâtre de l'Œuvre

## Filmographie

### Cinéma
- 1952 : Deux de l'escadrille de Maurice Labro
- 1953 : La Môme vert-de-gris de Bernard Borderie : Le marin geôlier
- 1953 :  Un acte d'amour (Act of love) d'Anatole Litvak : Un soldat
- 1953 :  Détective du bon Dieu (Father Brown) de Robert Hamer
- 1953 :  L'Ennemi public numéro un d'Henri Verneuil : Walter le vicieux, un homme de main
- 1954 : Les Corsaires du Bois de Boulogne de Norbert Carbonnaux : Le marin américain
- 1955 : Ça va barder de John Berry
- 1955 : Sophie et le Crime de Pierre Gaspard-Huit : L'Américain
- 1955 : L'Impossible Monsieur Pipelet d'André Hunebelle : Jérôme K. Smith, un locataire
- 1955 : Tant qu'il y aura des femmes d'Edmond T. Gréville
- 1955 : La Madelon de Jean Boyer : Le général Gibson
- 1955 : Les Hussards d'Alex Joffé : Un hussard
- 1956 :
- 1956 : La Meilleure Part d'Yves Allégret : Karl, un mineur du barrage
- 1956 : Rencontre à Paris de Georges Lampin : Henry
- 1956 : Ces sacrées vacances de Robert Vernay : Richard Brown
- 1956 : Fernand cow-boy de Guy Lefranc : Jim harlan, le gérant du saloon
- 1956 : La Châtelaine du Liban (La castellana del Libano) de Richard Pottier : Butler, le valet
- 1957 : Le Coin tranquille de Robert Vernay : Edward Butterfield dit « Eddy »
- 1957 : Le Colonel est de la revue de Maurice Labro : Jess
- 1957 : Action immédiate de Maurice Labro : Kalpannen
- 1957 : Les Vendanges (The Vintage) de Jeffrey Hayden : André Morel
- 1957 : La Route joyeuse (The Happy Road) de Gene Kelly : Le sergent Morgan
- 1957 : Quand la femme s'en mêle ou Sans attendre Godot d'Yves Allégret : « La Couture », un tueur
- 1957 : Le Triporteur de Jack Pinoteau : Daniel
- 1957 : Nathalie de Christian-Jaque : Sam
- 1958 :
- 1958 : Le Désert de Pigalle de Léo Joannon : Bill
- 1958 : Chéri, fais-moi peur de Jacques Pinoteau : Chris Craft, l'espion américain
- 1958 : Le Sicilien de Pierre Chevalier : Raffles
- 1959 : Le Signe du lion d'Éric Rohmer : Pierre Wesserlin
- 1959 : Le vent se lève (Il vento si alza) d'Yves Ciampi : Chewing-Gum, le marin blessé
- 1959 : Le fauve est lâché de Maurice Labro : Donald
- 1959 : La Femme et le Pantin de Julien Duvivier : Sidney
- 1959 : Ce soir on tue ou Y'en a marre d'Yvan Govar : Dave
- 1959 : La Valse du Gorille de Bernard Borderie : Ted the Hook
- 1961 : Le Sahara brûle de Michel Gast : Jeff Gordon
- 1961 : Le Grand Risque (The Big Gamble) de Richard Fleischer : Ferguson
- 1961 : Dynamite Jack de Jean Bastia : Le sergent Bob
- 1962 : Coup de feu à dix-huit heures, court-métrage de Daniel Costelle
- 1962 : Que personne ne sorte d'Yvan Govar : Bugsy Weis
- 1962 : Une blonde comme ça de Jean Jabely : Sam
- 1962 : Cartouche de Philippe de Broca : « La Douceur »
- 1962 : Mon oncle du Texas de Robert Guez : Brad
- 1962 : Mandrin, bandit gentilhomme de Jean-Paul Le Chanois : Bertrand, le braconnier
- 1962 : Le Procès (The Trial) d'Orson Welles : Un sous-inspecteur
- 1962 : Les Veinards de Jean Girault, dans le sketch : Le repas gastronomique : Le chauffeur de taxi
- 1963 : Le train de Berlin est arrêté (Verspätung in Marienborn) de Rolf Hädrich (de) : sergent Torre
- 1964 : Dernière enquête de Wens d'Ivan Govar : Bugsy Weiss
- 1964 : Topkapi de Jules Dassin : Hans Fisher
- 1964 : Les Barbouzes de Georges Lautner : le commandant O'Brien
- 1964 : Les Gorilles de Jean Girault : Boris Alexis Alexevitch, le maquilleur
- 1964 : Un monsieur de compagnie de Philippe de Broca
- 1965 : Les Grandes Gueules de Robert Enrico : Nénesse
- 1965 : Les Tribulations d'un Chinois en Chine de Philippe de Broca : Cornélius
- 1965 : Cent briques et des tuiles de Pierre Grimblat : Palmoni
- 1965 : Quoi de neuf, Pussycat ? (What's New, Pussycat?) de Clive Donner : M. Werner
- 1965 : New York appelle Superdragon (New York chiama Superdrago) de Giorgio Ferroni : Baby Face
- 1965 : On a volé la Joconde de Michel Deville : Fêtard
- 1966 : Le Démoniaque de René Gainville : Floyd Delaney
- 1966 : Le facteur s'en va-t-en guerre de Claude Bernard-Aubert : Jess Parker
- 1966 : Le Saint prend l'affût de Christian-Jaque : Hoppy Uniatz
- 1966 : La Fantastique Histoire vraie d'Eddie Chapman (Triple Cross) de Terence Young : le commandant Braid
- 1967 : L'Homme qui valait des milliards de Michel Boisrond : Henry
- 1967 : Trahison à Stockholm (Rapporto Fuller, base Stoccolma) : Eddy Bennet
- 1967 : La Grosse Pagaille (La feldmarescialla) de Steno : le major Bill Hocks
- 1967 : Qui êtes-vous inspecteur Chandler ? (Troppo per vivere… poco per morire) de Michele Lupo : Boris
- 1967 : Trans Europ Express d'Alain Robbe-Grillet : un inspecteur des consignes automatiques (non crédité)
- 1968 : La Nuit du lendemain (The Night of the Following Day) d'Hubert Cornfield et Richard Boone : Wally
- 1968 : L'Ombre dans la glace, court-métrage d'André Farwagi : J.B. Jenkins
- 1970 : L'Ardoise de Claude Bernard-Aubert : Bob Daniels
- 1970 : Boulevard du Rhum de Robert Enrico : Piet, alias « Big Dutch »
- 1970 : Les Novices de Guy Casaril : l'Américain
- 1970 : Le Mur de l'Atlantique de Marcel Camus : le colonel anglais
- 1971 : Laisse aller, c'est une valse de Georges Lautner : Kongo
- 1971 : Les Quatre mercenaires d'El Paso (El hombre de Rio Malo) d'Eugenio Martín : Tom Odie
- 1972 : L'Ingénu de Norbert Carbonnaux : le capitaine
- 1972 : La Filière (Afyon - Oppio) de Ferdinando Baldi : Sacha
- 1972 : Le Grand Duel (Il grande duello) de Giancarlo Santi : Bighorse
- 1973 : L'Homme aux nerfs d'acier (Dio, sei propio un padreterno) de Michele Lupo : Jeannot
- 1974 : Les Durs (Uomini duri) de Duccio Tessari : le barman
- 1974 : Un linceul n'a pas de poches de Jean-Pierre Mocky : Walter
- 1977 : Johnny West (de) de Roald Koller : le gérant
- 1977 : Le Ricain de Jean-Marie Pallardy : Jeff
- 1977 : Le Point de mire de Jean-Claude Tramont : le général Harris
- 1978 : La Raison d'État d'André Cayatte : un agent de la CIA
- 1980 : Mama Dracula de Boris Szulzinger : le commissaire
- 1980 : Téhéran 43, nid d'espions (Тегеран-43, Tegeran-43) d'Alexandre Alov et Vladimir Naoumov : le second terroriste
- 1984 : Vivre pour survivre de Jean-Marie Pallardy : Sam
- 1984 : Par où t'es rentré ? On t'a pas vu sortir de Philippe Clair : Mac Douglas
- 1986 : La Galette du roi de Jean-Michel Ribes : Morrisson, le réalisateur télé
- 1987 : Overdose de Jean-Marie Pallardy : le docteur

Jess Hahn a doublé Michel Constantin dans "Un nommé La Rocca", première version de La Scoumoune, l'accent américain de Constantin n'étant pas suffisamment marqué.

### Télévision
- 1955 : Chasse au crime (Paris Precinct) : Le détective de la station
- 1955-1957 : Captain Gallant of the Foreign Legion (en) (série télévisée) : Bartender / Lou
- 1956 : La Puce à l'oreille (téléfilm) : Rugby
- 1959 : En votre âme et conscience, épisode : Les Frères Rorique ou l'Enigme des îles de Jean Prat
- 1966 : Au théâtre ce soir : La Prétentaine de Jacques Deval, mise en scène Robert Manuel, réalisation Pierre Sabbagh, Théâtre Marigny
- 1969 : Au théâtre ce soir : L’Amour des quatre colonels de Peter Ustinov, adaptation Marc-Gilbert Sauvajon, mise en scène Jean-Pierre Grenier, réalisation Pierre Sabbagh, Théâtre Marigny
- 1970 : Les Saintes chéries de Jean Becker (série télévisée) : Billing, le patron
- 1971 : Supergirl - Das Mädchen von den Sternen (en) (téléfilm) : Polonsky
- 1971 : Die Sonne angreifen de Peter Lilienthal (téléfilm) : Hippolit
- 1973 : Docteur Caraïbes de Jean-Pierre Decourt (série télévisée) : Jeff
- 1973 : L'Île mystérieuse (mini-série) de Juan Antonio Bardem et Henri Colpi (série télévisée) : Bonaventure Pencroff
- 1974 : Des lauriers pour Lila (série télévisée) : Bidule
- 1974 : Aux frontières du possible de Victor Vicas et Claude Boissol (série télévisée) : Oswald Deorch
- 1974 : Les Faucheurs de marguerites de Marcel Camus (série télévisée) : le patron du bateau
- 1975 : Les Rosenberg ne doivent pas mourir (téléfilm) : Le sénateur
- 1975 : Les Compagnons d'Eleusis de Claude Grinberg (série télévisée) : Dooley
- 1976, 1981 - 1982 : Les Cinq Dernières Minutes de Claude Loursais (série télévisée) : Jess Campbell / Norman Carey / Jeff / L'ami de Gaucher
- 1977 : Recherche dans l'intérêt des familles de Philippe Arnal (série télévisée) : Kenneth
- 1978 : Les Brigades du Tigre, épisode L'ange blanc de Victor Vicas : Fulbert
- 1978 : Brigade des mineurs (série télévisée) : Jess Johnson
- 1979 : Les Quatre Cents Coups de Virginie de Bernard Queysanne
- 1980 : Au théâtre ce soir : La Prétentaine de Jacques Deval, mise en scène Robert Manuel, réalisation Pierre Sabbagh, Théâtre Marigny
- 1980 : Les Quatre Cents Coups de Virginie de Bernard Queysanne (série télévisée) : Humphrey
- 1980 : Opération Trafics de Christian-Jaque (série télévisée) : Le capitaine
- 1981 : Treize (téléfilm) : Bob, l'entraineur
- 1981 : Salut champion (série télévisée) : Jacklin
- 1981 : Les Enquêtes du commissaire Maigret de Stéphane Bertin (série télévisée) : Harry Cole, Agent du FBI
- 1982 : Ultimatum (téléfilm) : Helmut
- 1982 : L'Adieu aux as de Jean-Pierre Decourt (série télévisée) : McGregor
- 1986 : Maestro (téléfilm) : L'ambassadeur américain
- 1986 : Cinq filles à Paris (série télévisée) : Uncle
- 1987 : American Playhouse (série télévisée) : Blucher
- 1989 : Le Retour de Lemmy Caution (téléfilm) : le père de Séverine